# Scytalognatha abluta
Scytalognatha abluta es una especie de polilla de la familia Tortricidae. Se encuentra en Nueva Guinea.